# Miguel Ríos Campaña
Miguel Ríos Campaña (Granada, 7 de juny de 1944) més conegut com a Miguel Ríos, és un cantant de rock andalús, un dels pioners d'aquesta música a Espanya.

## Carrera
Sent el menor de set germans d'una família molt humil, amb setze anys es desplaçà des de la seva ciutat natal a Madrid, on va poder editar el seu primer EP de quatre cançons l'any 1962, treball pel qual guanyà tres mil pessetes.
L'any 1969 enregistra el que va ser el major èxit de vendes de la seva carrera, l'Himne a la alegría, una adaptació de l'últim moviment de la novena simfonia de Beethoven, arranjada i dirigida per l'argentí Waldo de los Ríos, amb qui aconseguí unes vendes de deu milions de còpies, arribant a les primeres posicions de països com Estats Units, Alemanya, França, Itàlia, Espanya i Regne Unit.
A finals dels setanta inicia una sèrie de grans gires que suposen una modernització del panorama musical espanyol. Entre les quals destaquen el Rock and Ríos,El rock de una noche de verano i Rock en el Ruedo.
Als noranta realitza diversos treballs tant en solitari com col·laborant amb altres artistes.
L'any 2008 publica, Sólo o en compañía de otros i el 2010 el darrer disc de la seva carrera, Bye bye Ríos.

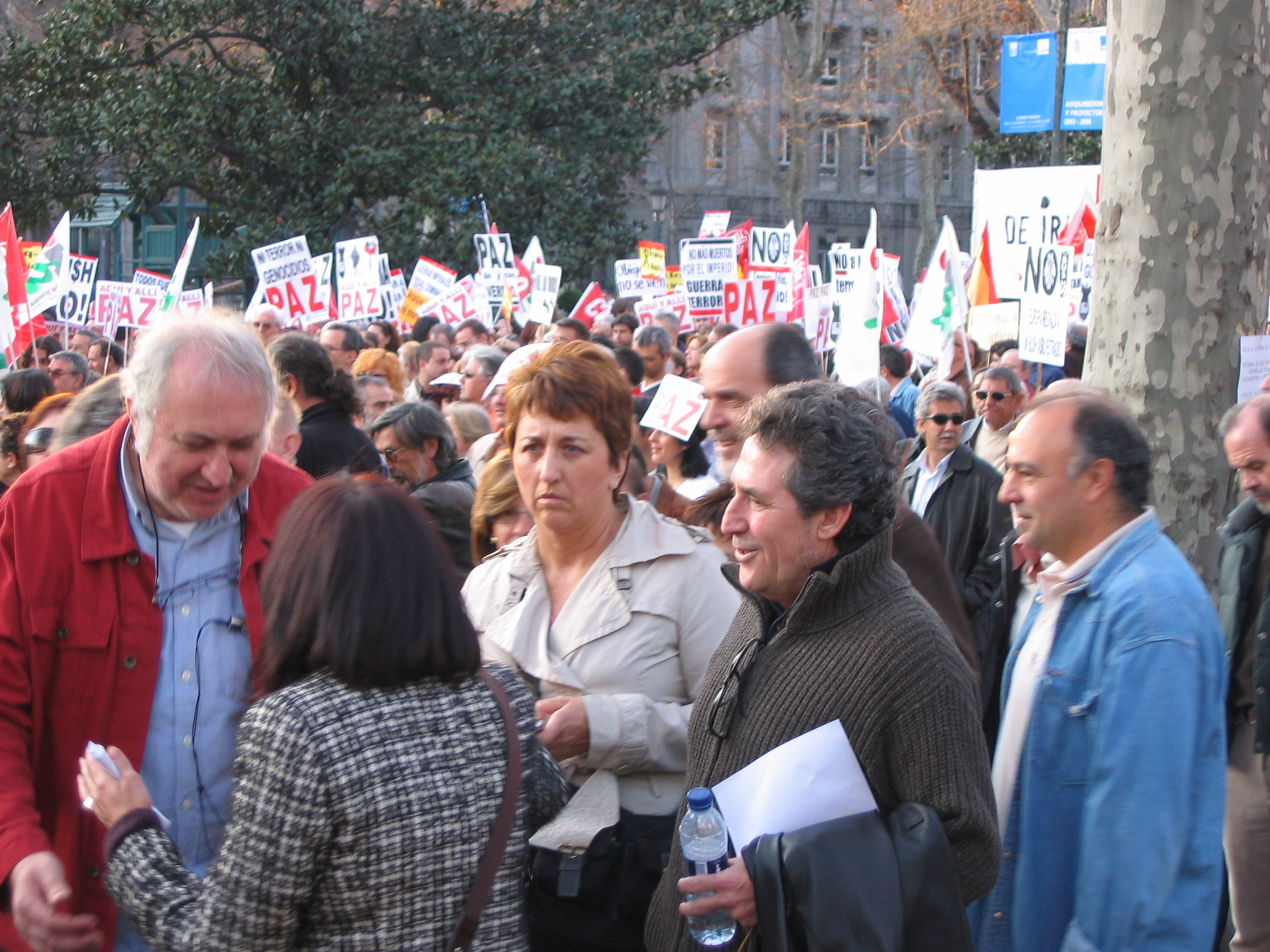
Miguel Ríos a una manifestació

## Discografia
EP
- Mike Ríos. El Rey del Twist: "El twist", "Pera madura", "Twist de Saint-Tropez", "Cayendo lágrimas" (1962)
- Mike Ríos: "Twist del reloj", "No te alejes de mí", "El anillito", "Bristol" (1962)
- Mike Ríos: Locomotion: "No, no lo quiero", "Locomotion", "Twist del mundo", "Vayamos juntos" (1962)
- Mike Ríos con Los Relámpagos. ¡Explosivo!: "Detén la noche", "Popotitos", "Hey baby madison", "Spanish twist" (1962)
- Mike Ríos: "Una voz extraña", "El rebelde", "Un océano nos separa", "Ruby baby" (1963)
- Mike Ríos: "¿Quieres bailar?", "El ritmo de la lluvia", "Una chica igual", "Mi tonta mano" (1963)
- Mike Rïos: "Pecosita", "Da-doo-ron-ron", "Los brazos en cruz", "Un diablo disfrazado" (1963)
- Mike Ríos con Los Sonor: "¡Oh, mi Señor!", "Hay tantas chicas", "Drip drop", "Bailando surfing" (1964)
- Canta Mike: "No pido excusa", "Eso sí que es cariño", "El vagabundo en la playa", "Tu nombre" (1964)
- Miguel Ríos: Serenata bajo el sol: "Serenata bajo el sol", "La puedo ver", "Vuelve conmigo", "Dam dam" (1964)
- Miguel Ríos: "Consejos de amor", "Cielito lindo", "Huyendo de mí", "He preguntado a mí corazón" (1965)
- Miguel Ríos: "Ayer", "Yo no puedo", "Melodía encadenada", "La historia de tres rosas rojas" (1965)
- Canciones de la película Hamelín: "Donde", "Linda chica", "Ya lo pagarán", "Mi ilusión de vivir" (1967)

 Senzills
- "Tú sí tienes ángel" / "Lejos de ti" (1965)
- "Ahora que he vuelto" / "Hermanos" (1966)
- "La guitarra" / "Antimusical" (1966)
- "La guitarra" / "Germans" (1966)
- "Caperucita ye-yé" / "Dúo de la abuelita y el lobo" (1966)
- "¡Oh, mi Señor!" / "Tema para Rocío" (1967)

 Àlbums 
- Mira hacia ti (1969)
- Despierta (1970)
- Unidos (1971)
- Miguel Ríos en directo: Conciertos de Rock y amor (1972)
- Memorias de un ser humano (1974)
- La huerta atómica (1976)
- Al-Andalus (1977)
- Los viejos rockeros nunca mueren (1979)
- Rocanrol bumerang (1980)
- Extraños en el escaparate (1981)
- Rock and Ríos (1982)
- El Rock de una noche de verano (1983)
- La encrucijada (1984)
- El año del cometa (1986)
- ¡Qué noche la de aquel año! (1987)
- ¡Qué noche la de aquel año! Volumen II (1987)
- Miguel Ríos (1989)
- Directo al corazón (1991)
- Como si fuera la primera vez (1996)
- Miguel Ríos en concierto: Big Band Ríos (1998)
- Ana Belén, Miguel Ríos: cantan a Kurt Weill (1999)
- Miguel Ríos y las estrellas del rock latino (2001)
- Miguel Ríos 60mp3 (2004)
- Solo o en compañía de otros (2008)
- Bye bye Ríos (2010)

 Recopilatoris
- Miguel Rïos (1969)
- Gandes éxitos de Miguel Ríos (1970)
- Miguel Ríos: Éxitos (1973)
- Baladas (1982)
- Rock de siempre (1982)
- Canciones de una época (1982)
- Lo más de rock en el ruedo (1985)
- Así que pasen treinta años (1992)
- Por siempre (1995)
- Canciones de amor para tiempos difíciles (1995)
- Mike Ríos: sus mejores EP, Volumen 1 (1998)
- Miguel Ríos (1999)
- Mike/Miguel Ríos, Volumen 2. Todos sus EP (2000)
- Vuelvo a Granada (2003)
- 45 canciones esenciales. Antología audiovisual (3 CD + 1 DVD) (2007)

Col·laboracions
- El gusto es nuestro,1996.
- Neruda en el corazón,2004.